# Plana Alta
Plana Alta là một ’’comarca’’ trong tỉnh Castellón, Cộng đồng Valencian, Tây Ban Nha.

### Các đô thị bên trong
- Almassora
- Benicasim/Benicàssim
- Benlloch
- Borriol
- Cabanes
- Castelló de la Plana
- Les Coves de Vinromà
- Orpesa
- La Pobla Tornesa
- Sant Joan de Moró
- Sarratella
- Sierra Engarcerán
- Torre Endoménech
- Torreblanca
- Vall d'Alba
- Vilafamés
- Vilanova d'Alcolea